# Alfredo Bicet
Alfredo Bicet – kubański zapaśnik w stylu klasycznym. Srebrny medalista mistrzostw panamerykańskich w 1986 i brązowy 1990. Triumfator Igrzysk Ameryki Środkowej i Karaibów w 1990. Trzeci w Pucharze Świata w 1986. Mistrz świata juniorów w 1986 roku.